# Sistema Brasileiro do Agronegócio
O Sistema Brasileiro do Agronegócio (com sigla SBA) é um grupo de comunicação que reúne canais de televisão por satélite no Brasil, voltado para o público do agronegócio no país, como Canal do Boi e Agro Canal.
Além de leilões sua programação possui noticiários e informes técnicos do setor.

## Histórico
A rede de canais teve início em 1996, com o empresário Cláudio Godoy que procurou desta forma vencer as imensas distâncias que separam os produtores num país com as dimensões do Brasil, como declarou: “O pecuarista do Pará demorava para saber o que estava ocorrendo na pecuária paulista e vice versa”. Assim, objetivando uniformizar a cadeia produtiva, criou inicialmente o "Canal do Boi", que realizava leilões virtuais visando incrementar uma atividade até então quase desconhecida no país, que era a criação de animais para engorda e recria.
Como seus programas são dirigidos ao agronegócio, possuem caminhões preparados para dar agilidade e mobilidade em suas transmissões, que podem ocorrer desde uma exposição agropecuária ou uma plantação localizadas em grandes distâncias uns dos outros; essas unidades móveis possuem geração elétrica própria, o que permite a realização dos trabalhos mesmo onde não haja rede de energia disponível, e cada uma é capaz de transmitir uma média de oito leilões de animais ao mês.